# Morti nel 1935
| Questa pagina contiene informazioni ricavate automaticamente dalle voci biografiche con l'ausilio del template Bio e di un bot. L'aggiornamento è periodico e automatico e ricostruisce completamente la pagina. Se manca una persona in questa lista, sei pregato di non aggiungerla, ma accertati piuttosto che la sua voce biografica contenga il template Bio e che i dati anagrafici siano correttamente compilati. Se il template Bio manca, inseriscilo tu stesso o, in alternativa, metti l'avviso {{tmp\|Bio}} che ne segnala la mancanza. Se i dati riportati sono sbagliati, correggi direttamente la voce biografica; le modifiche saranno visibili in questa lista entro pochi giorni. Per chiarimenti vedi il progetto biografie. La lista contiene solo le 663 persone che sono citate nell'enciclopedia e per le quali è stato implementato correttamente il template Bio. Pagina aggiornata al 18 ago 2025. |

## Gennaio(55)
- 1º gennaio - Francis Alphonsus Bourne, cardinale e arcivescovo cattolico britannico (n. 1861)
- 1º gennaio - Gottlieb von Jagow, politico tedesco (n. 1863)
- 1º gennaio - Luigi Morgari, pittore italiano (n. 1857)
- 2 gennaio - Mary Alicia Owen, storica statunitense (n. 1850)
- 3 gennaio - Achille Cardani, progettista e dirigente d'azienda italiano (n. 1859)
- 3 gennaio - Paolo Mantica, sindacalista, avvocato e giornalista italiano (n. 1878)
- 5 gennaio - Pietro Bonilli, presbitero italiano (n. 1841)
- 6 gennaio - George Pierce Baker, critico letterario, docente e educatore statunitense (n. 1866)
- 6 gennaio - Antonio Della Valle, zoologo italiano (n. 1850)
- 6 gennaio - Vladimir Anzel'movič Lyščinskij, politico russo (n. 1861)
- 6 gennaio - Achille Vitti, attore teatrale e attore italiano (n. 1866)
- 7 gennaio - Walter de Frece, compositore, impresario teatrale e politico britannico (n. 1870)
- 8 gennaio - Louis de Beaufront, linguista, glottoteta e esperantista francese (n. 1855)
- 8 gennaio - Hubert Vos, pittore olandese (n. 1855)
- 9 gennaio - Abdesalam Bennuna, scrittore e giornalista marocchino (n. 1888)
- 9 gennaio - Giovanni Bognetti, storico e giornalista italiano (n. 1868)
- 10 gennaio - Teddy Flack, mezzofondista, maratoneta e tennista australiano (n. 1873)
- 10 gennaio - Virginie Demont-Breton, pittrice francese (n. 1859)
- 11 gennaio - Marcella Sembrich, soprano polacca (n. 1858)
- 12 gennaio - Frank Daniels, attore e cantante statunitense (n. 1856)
- 13 gennaio - Elsa d'Esterre-Keeling, scrittrice, traduttrice e docente irlandese (n. 1857)
- 13 gennaio - Heinrich Schenker, compositore e musicologo austriaco (n. 1868)
- 14 gennaio - Enrico Salfi, pittore italiano (n. 1857)
- 15 gennaio - Lucien Fugère, baritono francese (n. 1848)
- 16 gennaio - Ma Barker, criminale statunitense (n. 1871)
- 16 gennaio - Alice di Borbone-Parma, nobile (n. 1849)
- 16 gennaio - Richard Wetz, compositore tedesco (n. 1875)
- 17 gennaio - Antonio Cippico, politico italiano (n. 1877)
- 17 gennaio - Alberto Dallolio, politico e storico italiano (n. 1852)
- 17 gennaio - Antoni Malecki, vescovo cattolico russo (n. 1861)
- 17 gennaio - Maria Teresa di Löwenstein-Wertheim-Rosenberg, principessa tedesca (n. 1870)
- 18 gennaio - John Macmillan Brown, scrittore britannico (n. 1845)
- 18 gennaio - Emanuele Paternò, politico e chimico italiano (n. 1847)
- 19 gennaio - Lloyd Hamilton, attore statunitense (n. 1891)
- 19 gennaio - Christian Hülsen, storico dell'architettura tedesco (n. 1858)
- 19 gennaio - Giovanni Prampolini, ingegnere e dirigente d'azienda italiano (n. 1878)
- 21 gennaio - Hugo Clason, velista svedese (n. 1865)
- 22 gennaio - Zequinha de Abreu, compositore e musicista brasiliano (n. 1880)
- 23 gennaio - Rudolf Formis, ingegnere tedesco (n. 1894)
- 23 gennaio - Richard Sheldon, pesista e discobolo statunitense (n. 1878)
- 24 gennaio - Ulrico Hoepli, editore svizzero (n. 1847)
- 24 gennaio - John Robertson, allenatore di calcio e calciatore scozzese (n. 1877)
- 25 gennaio - Valerian Vladimirovič Kujbyšev, rivoluzionario e politico russo (n. 1888)
- 25 gennaio - Alfred Loewy, matematico tedesco (n. 1873)
- 25 gennaio - Vasile Suciu, arcivescovo cattolico rumeno (n. 1873)
- 26 gennaio - Robert Coontz, ammiraglio statunitense (n. 1864)
- 26 gennaio - Jay Gould II, giocatore di pallacorda statunitense (n. 1888)
- 28 gennaio - Michail Michajlovič Ippolitov-Ivanov, compositore russo (n. 1859)
- 28 gennaio - Gustav von Escherich, matematico austriaco (n. 1849)
- 29 gennaio - Karl Budde, teologo, biblista e traduttore tedesco (n. 1850)
- 29 gennaio - Carlo Nasi, nobile, velista e calciatore italiano (n. 1877)
- 29 gennaio - Cesare Zonca, scultore italiano (n. 1857)
- 29 gennaio - Nibha Nobhadol del Siam, principessa thailandese (n. 1886)
- 30 gennaio - J. S. Fletcher, giornalista e scrittore inglese (n. 1863)
- 31 gennaio - Albert Wills McIntire, politico statunitense (n. 1853)

## Febbraio(57)
- 1º febbraio - Bettino Marchetti, architetto e restauratore italiano (n. 1867)
- 2 febbraio - Benedetto Cirmeni, politico e giornalista italiano (n. 1854)
- 3 febbraio - Eddie Boland, attore statunitense (n. 1885)
- 3 febbraio - Charles Flahault, botanico e biologo francese (n. 1852)
- 3 febbraio - Hugo Junkers, ingegnere e imprenditore tedesco (n. 1859)
- 4 febbraio - Aristarco Fasulo, pastore protestante e saggista italiano (n. 1885)
- 4 febbraio - Bennie Moten, direttore d'orchestra e pianista statunitense (n. 1894)
- 4 febbraio - Henri Quentin, presbitero e filologo francese (n. 1872)
- 5 febbraio - Heinrich Harder, artista tedesco (n. 1858)
- 5 febbraio - George Edwin Patey, ammiraglio inglese (n. 1859)
- 5 febbraio - Jackson Showalter, scacchista statunitense (n. 1860)
- 7 febbraio - Théodore Gosselin, storico e drammaturgo francese (n. 1855)
- 7 febbraio - Lewis Grassic Gibbon, scrittore scozzese (n. 1901)
- 7 febbraio - Gaetano Müller, vescovo cattolico italiano (n. 1850)
- 7 febbraio - Frederick Warde, attore teatrale e attore cinematografico britannico (n. 1851)
- 8 febbraio - Octavio Fantoni, calciatore brasiliano (n. 1907)
- 8 febbraio - Max Liebermann, pittore tedesco (n. 1847)
- 9 febbraio - Randolph Lycett, tennista britannico (n. 1886)
- 10 febbraio - Ugo Mioni, presbitero e scrittore italiano (n. 1870)
- 10 febbraio - Eusebia Palomino Yenes, religiosa spagnola (n. 1899)
- 12 febbraio - Damaso Bianchi, artista italiano (n. 1861)
- 12 febbraio - Auguste Escoffier, cuoco francese (n. 1846)
- 13 febbraio - Herbert Giles, orientalista inglese (n. 1845)
- 13 febbraio - Phil Kelso, allenatore di calcio scozzese (n. 1871)
- 13 febbraio - Vernon Lee, scrittrice inglese (n. 1856)
- 14 febbraio - Umberto Guarracino, attore italiano (n. 1885)
- 14 febbraio - Henri Hauvette, filologo, critico letterario e italianista francese (n. 1865)
- 14 febbraio - Camillo Panizzardi, presbitero italiano (n. 1875)
- 14 febbraio - Maurice Vidal Portman, ufficiale britannico (n. 1860)
- 14 febbraio - Ali ibn al-Husayn, re arabo (n. 1879)
- 15 febbraio - Pierre-Paulin Andrieu, cardinale e arcivescovo cattolico francese (n. 1849)
- 15 febbraio - Bohuslav Brauner, chimico ceco (n. 1855)
- 15 febbraio - Betty Brice, attrice statunitense (n. 1888)
- 15 febbraio - Achille Majnoni d'Intignano, architetto italiano (n. 1855)
- 15 febbraio - Harry Todd, attore statunitense (n. 1863)
- 16 febbraio - Miltiades Manno, calciatore, canottiere e scultore ungherese (n. 1880)
- 17 febbraio - Francesco Frione, calciatore uruguaiano (n. 1912)
- 17 febbraio - Charles Maudru, regista francese (n. 1859)
- 17 febbraio - Marian de Forest, giornalista e commediografa statunitense (n. 1864)
- 18 febbraio - Carlos Saco, compositore e chitarrista peruviano (n. 1894)
- 19 febbraio - Giovanni Pelli Fabbroni, imprenditore e politico italiano (n. 1851)
- 19 febbraio - Zelda Sears, sceneggiatrice, attrice e commediografa statunitense (n. 1873)
- 20 febbraio - Sante De Sanctis, psichiatra e psicologo italiano (n. 1862)
- 21 febbraio - Giuseppe Moretti, scultore italiano (n. 1857)
- 21 febbraio - Luis Pardo, militare, diplomatico e esploratore cileno (n. 1882)
- 21 febbraio - Bernhard Solger, anatomista tedesco (n. 1849)
- 23 febbraio - Johannes Duiker, architetto olandese (n. 1890)
- 23 febbraio - Charles Féry, fisico francese (n. 1865)
- 23 febbraio - Joseph Lateiner, drammaturgo rumeno (n. 1853)
- 24 febbraio - Hjalmar Branting, politico svedese (n. 1860)
- 24 febbraio - Edith Méra, attrice italiana (n. 1905)
- 24 febbraio - Valentin Zietara, grafico, illustratore e pittore tedesco (n. 1883)
- 27 febbraio - Jack Hastings, calciatore nordirlandese (n. 1858)
- 28 febbraio - Paul Robert Hickel, botanico francese (n. 1865)
- 28 febbraio - Giovanni Mariotti, politico e archeologo italiano (n. 1850)
- 28 febbraio - Giuseppe Tacchella, matematico italiano (n. 1892)
- 28 febbraio - Tsubouchi Shōyō, scrittore, drammaturgo e traduttore giapponese (n. 1859)

## Marzo(38)
- 1º marzo - Edwin Lester Arnold, scrittore di fantascienza inglese (n. 1857)
- 1º marzo - William Degouve de Nuncques, pittore belga (n. 1867)
- 3 marzo - Archimede Bellatalla, poeta italiano (n. 1876)
- 3 marzo - Giovanni De Martino, scultore italiano (n. 1870)
- 3 marzo - Arturo Triangi di Maderno e Laces, militare e politico italiano (n. 1864)
- 5 marzo - Ada Mangilli, pittrice italiana (n. 1862)
- 6 marzo - Karel Hugo Hilar, regista teatrale e scrittore ceco (n. 1885)
- 6 marzo - Max Hussarek von Heinlein, politico austro-ungarico (n. 1865)
- 6 marzo - Oliver Wendell Holmes, giurista statunitense (n. 1841)
- 7 marzo - Leonid Ivanovič Fëdorov, esarca russo (n. 1879)
- 8 marzo - Kotō Bunjirō, geologo e sismologo giapponese (n. 1856)
- 8 marzo - Ruan Lingyu, attrice cinese (n. 1910)
- 10 marzo - Patricio Arabolaza, calciatore spagnolo (n. 1893)
- 10 marzo - Rotha Lintorn-Orman, politica britannica (n. 1895)
- 12 marzo - Michele Idvorsky Pupin, fisico e chimico serbo (n. 1858)
- 13 marzo - Richard Mollier, fisico e ingegnere austriaco (n. 1863)
- 14 marzo - Arthur Rudolf Hantzsch, chimico tedesco (n. 1857)
- 15 marzo - Jean Fischer, ciclista su strada francese (n. 1867)
- 16 marzo - John James Rickard Macleod, medico britannico (n. 1876)
- 16 marzo - Aaron Nimzowitsch, scacchista e scrittore lettone (n. 1886)
- 17 marzo - William John Adie, neurologo inglese (n. 1886)
- 20 marzo - Gian Stefano Cremaschi, scrittore italiano (n. 1853)
- 20 marzo - Gyoshū Hayami, pittore giapponese (n. 1894)
- 20 marzo - Jón Þorláksson, politico islandese (n. 1877)
- 21 marzo - Raymond Carré de Malberg, giurista e costituzionalista francese (n. 1861)
- 21 marzo - William Conklin, attore statunitense (n. 1872)
- 23 marzo - Alessandro Moissi, attore austriaco (n. 1879)
- 23 marzo - Ana de Castro Osório, scrittrice, pedagoga e attivista portoghese (n. 1872)
- 24 marzo - Maria Karłowska, religiosa polacca (n. 1865)
- 24 marzo - Julius Friedrich Lehmann, editore tedesco (n. 1864)
- 25 marzo - Renato Zanelli, baritono e tenore cileno (n. 1892)
- 27 marzo - Huzayma bint Nasser, principessa araba (n. 1884)
- 28 marzo - Tielman Roos, politico sudafricano (n. 1879)
- 29 marzo - Ettore Carpi, calciatore italiano (n. 1913)
- 29 marzo - Clément Duval, anarchico e rivoluzionario francese (n. 1850)
- 29 marzo - Nikolaj Feofanovič Kaščenko, biologo sovietico (n. 1855)
- 29 marzo - Edward Albert Sharpey-Schäfer, fisiologo inglese (n. 1850)
- 30 marzo - Edwin Hunter, golfista e tennista statunitense (n. 1874)

## Aprile(61)
- 1º aprile - H.O. Martinek, regista e attore francese (n. 1877)
- 1º aprile - Oreste Mentasti, commediografo e regista cinematografico italiano (n. 1859)
- 2 aprile - Pasquale Gioia, vescovo cattolico italiano (n. 1872)
- 3 aprile - Ernst Joll, calciatore estone (n. 1902)
- 5 aprile - Angelo Bughetti, presbitero e educatore italiano (n. 1877)
- 5 aprile - Henri Gambart, commediografo, regista cinematografico e paroliere francese
- 5 aprile - Achille Locatelli, cardinale e arcivescovo cattolico italiano (n. 1856)
- 5 aprile - Emil Młynarski, violinista, docente e direttore d'orchestra polacco (n. 1870)
- 5 aprile - Giuseppe Scarlata, vescovo cattolico italiano (n. 1858)
- 5 aprile - Franz von Vecsey, violinista ungherese (n. 1893)
- 6 aprile - Giulio Melegari, diplomatico italiano (n. 1854)
- 6 aprile - Edwin Arlington Robinson, poeta statunitense (n. 1869)
- 6 aprile - Şehzade Ömer Hilmi, principe ottomano (n. 1886)
- 7 aprile - Friedrich Gottlieb Stebler, agronomo e etnografo svizzero (n. 1852)
- 8 aprile - Edwin Cannan, economista inglese (n. 1861)
- 8 aprile - Alfred Rahlfs, biblista e filologo tedesco (n. 1865)
- 9 aprile - Francesco Gurgo Salice, compositore, pianista e direttore di banda italiano (n. 1874)
- 10 aprile - Carlo Cornaggia Medici Castiglioni, nobile e politico italiano (n. 1851)
- 10 aprile - Alfred Goldscheider, neurologo tedesco (n. 1858)
- 10 aprile - Paul Wilhelm Schmiedel, teologo tedesco (n. 1851)
- 10 aprile - Henrik Tuma, politico e avvocato jugoslavo (n. 1858)
- 11 aprile - Anna Katharine Green, scrittrice statunitense (n. 1846)
- 12 aprile - Douglas Cochrane, XII conte di Dundonald, generale britannico (n. 1852)
- 13 aprile - Léon Lhoest, ciclista su strada e pistard belga (n. 1868)
- 14 aprile - Emmy Noether, matematica tedesca (n. 1882)
- 15 aprile - Anna Ancher, pittrice danese (n. 1859)
- 15 aprile - Charles Frederick Cross, chimico inglese (n. 1855)
- 15 aprile - Joseph Farquharson, pittore e nobile scozzese (n. 1846)
- 15 aprile - Andrej Lavrent'ev, attore sovietico (n. 1882)
- 16 aprile - Gustave Glotz, storico francese (n. 1862)
- 16 aprile - Panait Istrati, scrittore romeno (n. 1884)
- 16 aprile - Pëtr Germogenovič Smidovič, rivoluzionario e politico russo (n. 1874)
- 17 aprile - Templar Saxe, attore e cantante lirico inglese (n. 1865)
- 18 aprile - Guido Balzarini, schermidore italiano (n. 1874)
- 18 aprile - Ignazio Guidi, storico, politico e ebraista italiano (n. 1844)
- 19 aprile - Teresa Recchia, politica, sindacalista e rivoluzionaria italiana (n. 1899)
- 19 aprile - Albert Tafel, esploratore, etnografo e medico tedesco (n. 1877)
- 20 aprile - John Cameron, calciatore e allenatore di calcio scozzese (n. 1872)
- 20 aprile - Maurice Finat, militare e aviatore francese (n. 1894)
- 20 aprile - Lady Duff Gordon, costumista e stilista britannica (n. 1863)
- 20 aprile - Richard Travers, attore canadese (n. 1885)
- 21 aprile - Leopoldo Cassone, compositore italiano (n. 1868)
- 21 aprile - Ida Lewis, attrice statunitense (n. 1848)
- 21 aprile - Thaddeus McClain, lunghista, velocista e ostacolista statunitense (n. 1876)
- 21 aprile - Millard Webb, regista, sceneggiatore e attore statunitense (n. 1893)
- 22 aprile - Richard Butler, generale britannico (n. 1870)
- 22 aprile - Francesco Pacelli, nobile e avvocato italiano (n. 1874)
- 23 aprile - Gigi Chessa, pittore e scenografo italiano (n. 1898)
- 23 aprile - Wanda von Debschitz-Kunowski, fotografa tedesca (n. 1870)
- 24 aprile - Louis Joubin, zoologo francese (n. 1861)
- 24 aprile - Anastasios Papoulas, generale greco (n. 1857)
- 25 aprile - Julia Abel-Truchet, pittrice francese (n. 1867)
- 25 aprile - Vincenzo Cuomo, medico e climatologo italiano (n. 1858)
- 25 aprile - Mao Zetan, politico e rivoluzionario cinese (n. 1905)
- 27 aprile - Alberto Bonzani, militare e politico italiano (n. 1872)
- 27 aprile - Émile Michelet, velista francese (n. 1867)
- 28 aprile - John Cossar, attore britannico (n. 1858)
- 28 aprile - Alexander Campbell Mackenzie, compositore e direttore d'orchestra britannico (n. 1847)
- 29 aprile - Leroy Carr, cantante, compositore e pianista statunitense (n. 1905)
- 30 aprile - Girolamo Brandolini, militare e politico italiano (n. 1870)
- 30 aprile - Luigi Tonta, ammiraglio italiano (n. 1874)

## Maggio(44)
- 1º maggio - Henri Pélissier, ciclista su strada francese (n. 1889)
- 1º maggio - Filippo Pellizzoni, calciatore italiano (n. 1895)
- 1º maggio - Agostino Recalcati, calciatore italiano (n. 1879)
- 3 maggio - Alfred Bassermann, critico letterario e traduttore tedesco (n. 1856)
- 3 maggio - Jessie Willcox Smith, illustratrice statunitense (n. 1863)
- 4 maggio - Junior Durkin, attore statunitense (n. 1915)
- 5 maggio - Augusto Sezanne, pittore italiano (n. 1856)
- 7 maggio - Charles Gordon-Lennox, VIII duca di Richmond, nobile, militare e politico britannico (n. 1870)
- 9 maggio - Mauro Amoruso-Manzari, ingegnere, architetto e urbanista italiano (n. 1872)
- 9 maggio - Philippe Dautzenberg, biologo belga (n. 1849)
- 9 maggio - Luigi Fera, avvocato e politico italiano (n. 1868)
- 10 maggio - Raymond Hamilton, criminale statunitense (n. 1913)
- 10 maggio - Herbert Witherspoon, basso e impresario teatrale statunitense (n. 1873)
- 11 maggio - Carl Gustaf Lewenhaupt, cavaliere svedese (n. 1884)
- 11 maggio - Edward Herbert Thompson, diplomatico e archeologo statunitense (n. 1857)
- 12 maggio - Józef Piłsudski, rivoluzionario, generale e politico polacco (n. 1867)
- 13 maggio - Clarence Geldart, attore e regista canadese (n. 1865)
- 14 maggio - Ageo Arcangeli, giurista italiano (n. 1880)
- 14 maggio - Paul Fournier, giurista, storico e medievista francese (n. 1853)
- 14 maggio - Edwin Brant Frost, astronomo statunitense (n. 1866)
- 14 maggio - Magnus Hirschfeld, medico e scrittore tedesco (n. 1868)
- 15 maggio - Kazimir Severinovič Malevič, pittore, insegnante e urbanista ucraino (n. 1879)
- 16 maggio - Louis Finot, archeologo francese (n. 1864)
- 16 maggio - Renata d'Asburgo-Teschen, nobile (n. 1888)
- 16 maggio - Edward Wyke-Smith, ingegnere e scrittore britannico (n. 1871)
- 17 maggio - Paul Dukas, compositore francese (n. 1865)
- 17 maggio - Antonia Mesina, italiana (n. 1919)
- 19 maggio - Thomas Edward Lawrence, agente segreto, militare e archeologo britannico (n. 1888)
- 19 maggio - Charles Martin Loeffler, compositore e musicista tedesco (n. 1861)
- 20 maggio - Robert Ellis, scenografo statunitense (n. 1888)
- 21 maggio - Jane Addams, scrittrice e attivista statunitense (n. 1860)
- 21 maggio - Gaetano Fichera, patologo e dirigente sportivo italiano (n. 1880)
- 21 maggio - Arvid E. Gillstrom, regista, sceneggiatore e produttore cinematografico svedese (n. 1889)
- 21 maggio - Hugo de Vries, biologo olandese (n. 1848)
- 22 maggio - Heinrich Dietzel, economista tedesco (n. 1857)
- 22 maggio - Camillo Garroni Carbonara, politico, diplomatico e prefetto italiano (n. 1852)
- 24 maggio - Granville Redmond, pittore e attore statunitense (n. 1871)
- 25 maggio - Robert Priebsch, filologo tedesco (n. 1866)
- 27 maggio - Giulio Venzi, magistrato e politico italiano (n. 1870)
- 29 maggio - Andreas Andreadis, economista greco (n. 1876)
- 29 maggio - Camillo Di Sciullo, tipografo e anarchico italiano (n. 1853)
- 29 maggio - Josef Suk, violinista e compositore ceco (n. 1874)
- 31 maggio - Bernhard Britz, ciclista su strada svedese (n. 1906)
- 31 maggio - Domenico Raucci, pittore italiano (n. 1872)

## Giugno(43)
- 1º giugno - Arthur Arz von Straussenburg, generale austro-ungarico (n. 1857)
- 2 giugno - Karl Heider, zoologo austriaco (n. 1856)
- 3 giugno - Wilfrid North, regista, attore e sceneggiatore britannico (n. 1863)
- 5 giugno - Alexander von Linsingen, generale tedesco (n. 1850)
- 5 giugno - James Edward Quibell, egittologo britannico (n. 1867)
- 6 giugno - Jean Allemane, politico francese (n. 1843)
- 6 giugno - Julian Byng, I visconte Byng di Vimy, generale britannico (n. 1862)
- 6 giugno - George Grossmith Jr., attore, compositore e produttore teatrale inglese (n. 1874)
- 7 giugno - Ivan Vladimirovič Mičurin, agronomo, botanico e genetista russo (n. 1855)
- 7 giugno - Julius Szilassy von Szilas und Pilis, diplomatico e nobile ungherese (n. 1870)
- 7 giugno - Nicola Zingarelli, filologo e linguista italiano (n. 1860)
- 11 giugno - Enrico Bosio, pastore protestante e teologo italiano (n. 1850)
- 11 giugno - Johannes Geffcken, filologo classico tedesco (n. 1861)
- 11 giugno - Pepi Lederer, attrice e giornalista statunitense (n. 1910)
- 11 giugno - Émilie Lerou, scrittrice e attrice teatrale francese (n. 1855)
- 13 giugno - Henri Mouton, chimico e biologo francese (n. 1869)
- 14 giugno - Ilmari Manninen, insegnante, scrittore e etnografo finlandese (n. 1894)
- 15 giugno - Yūzō Fujikawa, scultore giapponese (n. 1883)
- 16 giugno - Amedeo Amadei, compositore e direttore d'orchestra italiano (n. 1866)
- 16 giugno - Camillo Manfroni, storico e politico italiano (n. 1863)
- 17 giugno - Carlo Reina, militare italiano (n. 1881)
- 18 giugno - René Crevel, poeta francese (n. 1900)
- 18 giugno - Bror Wiberg, calciatore finlandese (n. 1890)
- 19 giugno - Giovanni Brunetti, giurista italiano (n. 1867)
- 19 giugno - Luis Morquio, medico uruguaiano (n. 1867)
- 19 giugno - Charles Henry Niehaus, scultore statunitense (n. 1855)
- 19 giugno - Harald Sohlberg, pittore norvegese (n. 1869)
- 20 giugno - Edgardo Minoli, ginnasta, schermidore e arbitro di calcio italiano (n. 1886)
- 22 giugno - Szymon Askenazy, storico, diplomatico e politico polacco (n. 1866)
- 22 giugno - Giovanni Pranzini, vescovo cattolico italiano (n. 1875)
- 24 giugno - Luigi Fabbri, anarchico e saggista italiano (n. 1877)
- 24 giugno - Carlos Gardel, cantante, attore e compositore francese (n. 1890)
- 24 giugno - Alfredo Le Pera, compositore, sceneggiatore e giornalista argentino (n. 1900)
- 24 giugno - Guido Rey, alpinista, scrittore e fotografo italiano (n. 1861)
- 25 giugno - Eugenio Baroni, scultore italiano (n. 1880)
- 26 giugno - Varfolomej Nikolaj Remov, vescovo cattolico russo (n. 1888)
- 27 giugno - Aurelio Bacciarini, vescovo cattolico svizzero (n. 1873)
- 27 giugno - Nikodem Caro, chimico e imprenditore polacco (n. 1871)
- 27 giugno - Eugène Augustin Lauste, inventore francese (n. 1857)
- 29 giugno - Epaminondas Nunes de Ávila e Silva, vescovo cattolico brasiliano (n. 1869)
- 30 giugno - Giuseppe Vittorio Cerini, scultore italiano (n. 1862)
- 30 giugno - Gustav Hauser, patologo e batteriologo tedesco (n. 1856)
- 30 giugno - Arcangelo Pisani, scrittore e commediografo italiano (n. 1865)

## Luglio(41)
- 2 luglio - Hank O'Day, giocatore di baseball, arbitro di baseball e allenatore di baseball statunitense (n. 1859)
- 3 luglio - André Citroën, inventore e imprenditore francese (n. 1878)
- 3 luglio - Gaston Moch, scrittore e esperantista francese (n. 1859)
- 4 luglio - Leopoldo Ferdinando d'Asburgo-Lorena, principe austriaco (n. 1868)
- 6 luglio - Bernard de Pourtalès, velista svizzero (n. 1870)
- 7 luglio - Pio Colombini, dermatologo italiano (n. 1865)
- 7 luglio - Valentino Soldani, drammaturgo, giornalista e sceneggiatore italiano (n. 1873)
- 7 luglio - Arthur Russell, II barone Ampthill, funzionario, dirigente sportivo e canottiere britannico (n. 1869)
- 8 luglio - Giovanni Francica Nava, imprenditore, politico e nobile italiano (n. 1847)
- 8 luglio - Ignat Herrmann, scrittore ceco (n. 1854)
- 8 luglio - Guy Nickalls, canottiere britannico (n. 1866)
- 9 luglio - Pietro La Fontaine, cardinale e patriarca cattolico italiano (n. 1860)
- 11 luglio - Harold Simpkins, golfista statunitense (n. 1885)
- 12 luglio - Alfred Dreyfus, militare francese (n. 1859)
- 12 luglio - Giuseppe Mezzanotte, scrittore italiano (n. 1855)
- 13 luglio - Gaetano Fazzari, matematico italiano (n. 1856)
- 13 luglio - Rafael Masó i Valentí, architetto spagnolo (n. 1880)
- 14 luglio - Edoardo Agnelli, imprenditore e dirigente sportivo italiano (n. 1892)
- 14 luglio - Francisco Cepeda, ciclista su strada spagnolo (n. 1906)
- 14 luglio - Marthe Hanau, truffatrice francese (n. 1886)
- 15 luglio - Pieter Cort van der Linden, politico olandese (n. 1846)
- 15 luglio - Dillo Lombardi, attore teatrale e attore cinematografico italiano (n. 1858)
- 16 luglio - Arthur John Stanley, calciatore e tennista britannico (n. 1853)
- 16 luglio - Zheng Zhengqiu, regista cinese (n. 1889)
- 17 luglio - Cudjoe Lewis, beninese
- 17 luglio - George William Russell, scrittore e pittore irlandese (n. 1867)
- 17 luglio - Daniel Salamanca, politico boliviano (n. 1863)
- 18 luglio - Annie Smith Peck, alpinista e attivista statunitense (n. 1850)
- 19 luglio - Arthur Drews, filosofo tedesco (n. 1865)
- 19 luglio - Ludovico M. Nesbitt, esploratore italiano (n. 1891)
- 20 luglio - Charles Sutton, attore statunitense (n. 1856)
- 22 luglio - William Mulholland, ingegnere irlandese (n. 1855)
- 27 luglio - Crescenzo Del Monte, poeta italiano (n. 1868)
- 27 luglio - Edmund Garratt Gardner, storico e italianista britannico (n. 1869)
- 27 luglio - Benjamin Lincoln Robinson, botanico statunitense (n. 1864)
- 28 luglio - Melezio IV, arcivescovo ortodosso greco (n. 1871)
- 28 luglio - John Rahm, golfista statunitense (n. 1854)
- 28 luglio - Siegmund von Suchodolski, grafico, illustratore e architetto tedesco (n. 1875)
- 29 luglio - Ignazio La Russa, avvocato, nobile e politico italiano (n. 1869)
- 29 luglio - François Denys Légitime, generale e politico haitiano (n. 1841)
- 31 luglio - Tryggvi Þórhallsson, politico islandese (n. 1889)

## Agosto(52)
- 1º agosto - Hellmut von Gerlach, politico tedesco (n. 1866)
- 3 agosto - Douglas Payne, attore britannico (n. 1875)
- 3 agosto - Şehzade Mehmed Abdülkerim, principe ottomano (n. 1906)
- 5 agosto - Johannes Thiele, zoologo tedesco (n. 1860)
- 6 agosto - Monroe Salisbury, attore statunitense (n. 1876)
- 6 agosto - George Vâlsan, geografo rumeno (n. 1885)
- 7 agosto - Raimondo Franchetti, esploratore italiano (n. 1889)
- 7 agosto - Luigi Razza, giornalista, sindacalista e politico italiano (n. 1892)
- 7 agosto - Alexander Shirvanzade, giornalista e drammaturgo armeno (n. 1858)
- 8 agosto - August Gissler, esploratore e avventuriero tedesco (n. 1857)
- 9 agosto - Edmond Goblot, filosofo e sociologo francese (n. 1858)
- 9 agosto - Walther von Holzhausen, scacchista e compositore di scacchi tedesco (n. 1876)
- 9 agosto - Pavel Pavlovič Korf, nobile russo (n. 1845)
- 9 agosto - Ivan Pavlovič Tovstucha, rivoluzionario e politico sovietico (n. 1889)
- 10 agosto - Kurt Regling, numismatico tedesco (n. 1897)
- 12 agosto - Gareth Jones, giornalista gallese (n. 1905)
- 12 agosto - Tetsuzan Nagata, generale giapponese (n. 1884)
- 12 agosto - Léonce Perret, attore, regista e produttore cinematografico francese (n. 1880)
- 12 agosto - Friedrich Schottky, matematico tedesco (n. 1851)
- 14 agosto - William Bridgeman, I visconte Bridgeman, politico, giudice e nobile britannico (n. 1864)
- 15 agosto - Lucienne Bréval, soprano svizzero (n. 1869)
- 15 agosto - Wiley Post, aviatore statunitense (n. 1898)
- 15 agosto - Stanisława Przybyszewska, drammaturga polacca (n. 1901)
- 15 agosto - Will Rogers, attore, comico e giornalista statunitense (n. 1879)
- 15 agosto - Paul Signac, pittore francese (n. 1863)
- 16 agosto - Otis Thayer, regista, attore e sceneggiatore statunitense (n. 1863)
- 17 agosto - Adam Gunn, multiplista statunitense (n. 1872)
- 17 agosto - Charlotte Perkins Gilman, sociologa, scrittrice e poetessa statunitense (n. 1860)
- 18 agosto - Spencer Bell, attore statunitense (n. 1887)
- 18 agosto - Giuseppe Della Noce, generale italiano (n. 1846)
- 18 agosto - Charles Sorum, ginnasta e multiplista statunitense (n. 1867)
- 19 agosto - Helmut Röpnack, calciatore tedesco (n. 1884)
- 20 agosto - Edith Roberts, attrice statunitense (n. 1899)
- 21 agosto - John Hartley, tennista britannico (n. 1849)
- 22 agosto - Frantz Jourdain, architetto, critico d'arte e scrittore belga (n. 1847)
- 22 agosto - Paulos Kountouriōtīs, ammiraglio e politico greco (n. 1855)
- 22 agosto - Muhammad Rashid Rida, teologo siriano (n. 1865)
- 24 agosto - Sebastiano Bedendo, militare e aviatore italiano (n. 1895)
- 24 agosto - Nikolaj Radin, attore russo (n. 1872)
- 25 agosto - Frank Harris Hitchcock, politico statunitense (n. 1867)
- 25 agosto - Mack Swain, attore e regista statunitense (n. 1876)
- 26 agosto - Sarmiza Bilcescu, avvocata e attivista rumena (n. 1867)
- 26 agosto - José Yves Limantour, politico e economista messicano (n. 1854)
- 26 agosto - John Willys, imprenditore statunitense (n. 1873)
- 27 agosto - Childe Hassam, pittore statunitense (n. 1859)
- 27 agosto - Tom Murray, attore statunitense (n. 1874)
- 27 agosto - Otto Schott, chimico e imprenditore tedesco (n. 1851)
- 28 agosto - Alfredo Rocco, giurista e politico italiano (n. 1875)
- 29 agosto - Oleksa Novakivs'kyj, pittore e insegnante ucraino (n. 1872)
- 29 agosto - Astrid di Svezia, regina belga (n. 1905)
- 30 agosto - Henri Barbusse, scrittore e giornalista francese (n. 1873)
- 30 agosto - Namik Ismail, pittore turco (n. 1890)

## Settembre(39)
- 1º settembre - Adolphe Messimy, politico francese (n. 1869)
- 2 settembre - Anto Gvozdenović, militare e politico montenegrino (n. 1853)
- 2 settembre - Girolamo Vitelli, filologo classico, grecista e papirologo italiano (n. 1849)
- 3 settembre - Oskar Strnad, architetto, scenografo e scultore austriaco (n. 1879)
- 4 settembre - Mario Baratta, geografo italiano (n. 1868)
- 4 settembre - Jacques Peirotes, politico tedesco (n. 1869)
- 5 settembre - Théodore Ungerer, orologiaio e storico tedesco (n. 1894)
- 7 settembre - Henry Kraft, ginnasta e multiplista statunitense (n. 1865)
- 7 settembre - Luigi Santarella, ingegnere italiano (n. 1886)
- 9 settembre - Mario Carli, scrittore, giornalista e poeta italiano (n. 1888)
- 9 settembre - Mariano Luigi Patrizi, medico italiano (n. 1866)
- 10 settembre - Huey Pierce Long, politico statunitense (n. 1893)
- 10 settembre - Fritz Ludwig Neumeyer, imprenditore tedesco (n. 1875)
- 13 settembre - Maria Gażycz, pittrice polacca (n. 1860)
- 16 settembre - Carlo Rocca Rey, ammiraglio italiano (n. 1852)
- 17 settembre - Vasilij Adol'fovič Lindholm, zoologo russo (n. 1874)
- 17 settembre - Nunzio Nasi, politico italiano (n. 1850)
- 18 settembre - Alice Dunbar Nelson, poetessa e giornalista statunitense (n. 1875)
- 19 settembre - Konstantin Ėduardovič Ciolkovskij, ingegnere e scienziato russo (n. 1857)
- 19 settembre - Hans von Flotow, diplomatico tedesco (n. 1862)
- 19 settembre - Aimé Haegeman, cavaliere belga (n. 1861)
- 19 settembre - Praskov'ja Semënovna Ivanovskaja, rivoluzionaria russa (n. 1852)
- 20 settembre - Carl Barus, fisico statunitense (n. 1856)
- 20 settembre - David Landau, attore statunitense (n. 1879)
- 21 settembre - Julia Beck, pittrice svedese (n. 1853)
- 21 settembre - Paul Iribe, designer, costumista e scenografo francese (n. 1883)
- 21 settembre - Luisa Spagnoli, imprenditrice italiana (n. 1877)
- 21 settembre - Ettore Vitale, ingegnere italiano (n. 1844)
- 23 settembre - DeWolf Hopper, attore, cantante e comico statunitense (n. 1858)
- 23 settembre - Giulio Lazzeri, matematico italiano (n. 1861)
- 25 settembre - Sarah Choate Sears, pittrice, collezionista d'arte e fotografa statunitense (n. 1858)
- 25 settembre - Edward D. Swift, astronomo statunitense (n. 1870)
- 26 settembre - Andy Adams, scrittore statunitense (n. 1859)
- 26 settembre - Pëtr Kuz'mič Kozlov, esploratore russo (n. 1863)
- 26 settembre - Enrico Astolfo Scuri, sollevatore e lottatore italiano (n. 1868)
- 27 settembre - Alberto Rinaldi, medico italiano (n. 1869)
- 28 settembre - Hans Baluschek, pittore tedesco (n. 1870)
- 28 settembre - William Kennedy Laurie Dickson, regista e inventore inglese (n. 1860)
- 29 settembre - Alexis André, scultore francese (n. 1855)

## Ottobre(56)
- 1º ottobre - Vladimir Alekseevič Giljarovskij, scrittore, giornalista e storico russo (n. 1855)
- 1º ottobre - Barbados Joe Walcott, pugile britannico (n. 1873)
- 2 ottobre - Jules Desbois, scultore e medaglista francese (n. 1851)
- 2 ottobre - Ludwig Hofmann, calciatore tedesco (n. 1900)
- 2 ottobre - Milada Skrbková, tennista ceca (n. 1897)
- 3 ottobre - Hermann Krukenberg, chirurgo tedesco (n. 1863)
- 4 ottobre - Jean Béraud, pittore francese (n. 1849)
- 4 ottobre - Marie Gutheil-Schoder, soprano tedesco (n. 1874)
- 5 ottobre - Étienne Larue, missionario e vescovo cattolico francese (n. 1865)
- 6 ottobre - Frederic Hymen Cowen, musicista britannico (n. 1852)
- 6 ottobre - Fausta Labia, soprano italiano (n. 1870)
- 7 ottobre - María Esperanza Manuel de Villena, nobildonna spagnola (n. 1855)
- 7 ottobre - George Ramsay, allenatore di calcio e calciatore scozzese (n. 1855)
- 8 ottobre - Hans Tropsch, chimico ceco (n. 1889)
- 9 ottobre - Gustaf Adolf Boltenstern, cavaliere svedese (n. 1861)
- 9 ottobre - John Cunningham McLennan, fisico canadese (n. 1867)
- 9 ottobre - Pierre Nommesch, vescovo cattolico lussemburghese (n. 1864)
- 9 ottobre - Boris Poplavskij̝, poeta e scrittore russo (n. 1903)
- 10 ottobre - Gustave Loiseau, pittore francese (n. 1865)
- 10 ottobre - Michail Aleksandrovič Menzbir, zoologo russo (n. 1855)
- 11 ottobre - John Lancaster, attore statunitense (n. 1857)
- 11 ottobre - Samuel Peploe, pittore scozzese (n. 1871)
- 11 ottobre - Edouard Trebaol, attore statunitense (n. 1904)
- 12 ottobre - Edgar Wood, architetto inglese (n. 1860)
- 13 ottobre - Dranem, attore e cantante francese (n. 1869)
- 13 ottobre - Ulisse Ortensi, poeta, traduttore e bibliotecario italiano (n. 1863)
- 14 ottobre - Alf Jones, calciatore inglese (n. 1861)
- 16 ottobre - Sam Hardy, attore statunitense (n. 1883)
- 16 ottobre - Constantin I. Nottara, attore teatrale, direttore teatrale e docente rumeno (n. 1859)
- 18 ottobre - Gaston Lachaise, scultore statunitense (n. 1882)
- 19 ottobre - Oda Krohg, pittrice norvegese (n. 1860)
- 19 ottobre - John Montagu Douglas Scott, VII duca di Buccleuch, nobile e politico scozzese (n. 1864)
- 19 ottobre - Anna Il'inična Ul'janova, politica e rivoluzionaria russa (n. 1864)
- 20 ottobre - Adolphus Greely, esploratore statunitense (n. 1844)
- 20 ottobre - Arthur Henderson, politico e sindacalista britannico (n. 1863)
- 20 ottobre - Arthur Robison, regista e sceneggiatore tedesco (n. 1883)
- 20 ottobre - Sidney Smith, sceneggiatore e regista statunitense (n. 1877)
- 21 ottobre - Xavier Léon, filosofo e storico della filosofia francese (n. 1868)
- 21 ottobre - Ángel Rodríguez de Prada, religioso, matematico e astronomo spagnolo (n. 1859)
- 22 ottobre - Edward Carson, politico irlandese (n. 1854)
- 22 ottobre - Padre Komitas, religioso, compositore e musicista armeno (n. 1869)
- 23 ottobre - Charles Demuth, pittore statunitense (n. 1883)
- 23 ottobre - Ettore Marchiafava, medico italiano (n. 1847)
- 24 ottobre - Dutch Schultz, mafioso statunitense (n. 1902)
- 25 ottobre - Bill Leushner, tiratore a segno statunitense (n. 1863)
- 25 ottobre - Henri Pirenne, medievista belga (n. 1862)
- 26 ottobre - Giuseppe Romeo, vescovo cattolico italiano (n. 1870)
- 28 ottobre - Luigi Genuardi, giurista italiano (n. 1882)
- 30 ottobre - Marie Brun, golfista francese (n. 1858)
- 30 ottobre - Lindsay Bury, calciatore inglese (n. 1857)
- 30 ottobre - Ployer Peter Hill, aviatore e militare statunitense (n. 1894)
- 30 ottobre - Sylvain Lévi, storico delle religioni, orientalista e filologo francese (n. 1863)
- 30 ottobre - Alwin Neuß, attore e regista tedesco (n. 1879)
- 30 ottobre - Giuseppe Piergili, filologo e biografo italiano (n. 1843)
- 31 ottobre - Charles Loring Jackson, chimico statunitense (n. 1847)
- 31 ottobre - Antonino Martino, avvocato e politico italiano (n. 1855)

## Novembre(44)
- 1º novembre - Giacomo Guidi, archeologo italiano (n. 1884)
- 1º novembre - Henri Lignon, ciclista su strada francese (n. 1884)
- 2 novembre - Themistocles Zammit, archeologo e storico maltese (n. 1864)
- 4 novembre - Harold Morse, calciatore inglese (n. 1859)
- 5 novembre - Aldo Lusardi, militare italiano (n. 1905)
- 6 novembre - Giulia Cavallari Cantalamessa, insegnante, scrittrice e attivista italiana (n. 1856)
- 6 novembre - Hugo Heermann, violinista e docente tedesco (n. 1844)
- 6 novembre - Henry Fairfield Osborn, paleontologo statunitense (n. 1857)
- 7 novembre - Ernesto Artom, diplomatico e politico italiano (n. 1868)
- 7 novembre - Carl Holsøe, pittore danese (n. 1863)
- 8 novembre - Charles Bambridge, calciatore inglese (n. 1858)
- 8 novembre - Carlo Feltrinelli, imprenditore e banchiere italiano (n. 1881)
- 8 novembre - Elisabeth Förster-Nietzsche, tedesca (n. 1846)
- 8 novembre - Charles Kingsford Smith, aviatore australiano (n. 1897)
- 8 novembre - Paolo Orsi, archeologo italiano (n. 1859)
- 11 novembre - Giovanni Sarotti, militare italiano (n. 1901)
- 13 novembre - Sun Chuanfang, generale e politico cinese (n. 1885)
- 14 novembre - Moïse de Camondo, banchiere italiano (n. 1860)
- 15 novembre - Anastasia del Montenegro, duchessa montenegrina (n. 1868)
- 19 novembre - Silverio Izaguirre, calciatore spagnolo (n. 1897)
- 19 novembre - Izz al-Din al-Qassam, generale, politico e patriota palestinese (n. 1882)
- 20 novembre - Dalmazio Birago, aviatore italiano (n. 1908)
- 20 novembre - John Jellicoe, ammiraglio inglese (n. 1859)
- 20 novembre - Ferruccio Pagni, pittore italiano (n. 1866)
- 21 novembre - Costanzo Ciarletta, ingegnere italiano (n. 1850)
- 21 novembre - Gaetano Giardino, generale e politico italiano (n. 1864)
- 21 novembre - Ibrahim Hananu, funzionario siriano (n. 1869)
- 21 novembre - Agnes Pockels, chimica tedesca (n. 1862)
- 21 novembre - Herbert Sumney, golfista statunitense (n. 1870)
- 22 novembre - Carmine Cesarano, arcivescovo cattolico italiano (n. 1869)
- 22 novembre - Ofelia Mazzoni, scrittrice, poetessa e attrice teatrale italiana (n. 1883)
- 23 novembre - Roberto Brusati, generale italiano (n. 1850)
- 23 novembre - Arduino Colasanti, storico dell'arte italiano (n. 1877)
- 23 novembre - Louise Mack, giornalista e scrittrice australiana (n. 1870)
- 24 novembre - Herbert Gustave Schmalz, pittore britannico (n. 1856)
- 25 novembre - Edward Bradford, ammiraglio britannico (n. 1858)
- 25 novembre - Ligg Iasù, etiope (n. 1895)
- 27 novembre - Friedrich Rosen, orientalista, diplomatico e politico tedesco (n. 1856)
- 28 novembre - Paolo Mattei Gentili, giornalista e politico italiano (n. 1874)
- 28 novembre - Georg Pauli, pittore svedese (n. 1855)
- 29 novembre - Ivar Otto Bendixson, matematico svedese (n. 1861)
- 29 novembre - Camilla Pasini, soprano italiano (n. 1875)
- 30 novembre - Fernando Pessoa, poeta, scrittore e aforista portoghese (n. 1888)
- 30 novembre - Adrian Scott Stokes, pittore inglese (n. 1854)

## Dicembre(63)
- 1º dicembre - Arturo Cuccoli, violoncellista e docente italiano (n. 1869)
- 1º dicembre - Bernhard Schmidt, ottico e astronomo tedesco (n. 1879)
- 2 dicembre - Albert Ayat, schermidore francese (n. 1875)
- 2 dicembre - James Henry Breasted, archeologo e storico statunitense (n. 1865)
- 2 dicembre - Martha Carey Thomas, educatrice e attivista statunitense (n. 1857)
- 3 dicembre - Antonino Calcagnadoro, pittore e decoratore italiano (n. 1876)
- 3 dicembre - Milman Parry, grecista statunitense (n. 1902)
- 3 dicembre - Vittoria del Galles, principessa inglese (n. 1868)
- 4 dicembre - Charles Robert Richet, medico e fisiologo francese (n. 1850)
- 5 dicembre - Henry Wald Bettmann, compositore di scacchi statunitense (n. 1868)
- 6 dicembre - Erminio Meschini, inventore italiano (n. 1880)
- 7 dicembre - Vera Vsevolodovna Baranovskaja, attrice russa (n. 1885)
- 8 dicembre - Hayden Coffin, cantante e attore inglese (n. 1862)
- 8 dicembre - Georges Lacour-Gayet, storico e scrittore francese (n. 1856)
- 8 dicembre - Giuseppe Vizzini, vescovo cattolico italiano (n. 1874)
- 11 dicembre - Oswald Eccher ab Eccho, militare austro-ungarico (n. 1867)
- 12 dicembre - Victor Grignard, chimico francese (n. 1871)
- 13 dicembre - Jacopo Gelli, militare e scrittore italiano (n. 1858)
- 13 dicembre - Katherine Routledge, archeologa e antropologa britannica (n. 1866)
- 14 dicembre - Stanley G. Weinbaum, scrittore e autore di fantascienza statunitense (n. 1902)
- 15 dicembre - Agostino Ciarpaglini, militare italiano (n. 1899)
- 15 dicembre - Ettore Crippa, militare italiano (n. 1896)
- 15 dicembre - Franco Martelli, militare italiano (n. 1906)
- 15 dicembre - Vasil Zlatarski, storico bulgaro (n. 1866)
- 16 dicembre - Michele Lega, cardinale e vescovo cattolico italiano (n. 1860)
- 16 dicembre - Gaetano Pini-Corsi, tenore italiano (n. 1865)
- 16 dicembre - Thelma Todd, attrice statunitense (n. 1906)
- 17 dicembre - Giovanni Emanuele Elia, nobile e inventore italiano (n. 1866)
- 17 dicembre - Juan Vicente Gómez, generale e politico venezuelano (n. 1857)
- 17 dicembre - Alf Svensén, ginnasta svedese (n. 1893)
- 18 dicembre - Eugenio Filippo Albani, mecenate e politico italiano (n. 1868)
- 18 dicembre - Viggo Johansen, pittore danese (n. 1851)
- 20 dicembre - Giuseppe Torres, architetto italiano (n. 1872)
- 21 dicembre - Ted Birnie, calciatore e allenatore di calcio inglese (n. 1878)
- 21 dicembre - Pietro Franciosi, politico e insegnante sammarinese (n. 1864)
- 21 dicembre - Giovanni Battista Scapin, ammiraglio italiano (n. 1876)
- 21 dicembre - Kurt Tucholsky, scrittore, poeta e giornalista tedesco (n. 1890)
- 22 dicembre - Sophie Braslau, contralto statunitense (n. 1892)
- 22 dicembre - Renato De Martino, militare italiano (n. 1908)
- 22 dicembre - Enrico Santoro, militare italiano (n. 1898)
- 22 dicembre - Luigi Santucci, militare italiano (n. 1895)
- 23 dicembre - Robert Loraine, attore, impresario teatrale e aviatore inglese (n. 1876)
- 23 dicembre - Prosper Poullet, politico belga (n. 1868)
- 24 dicembre - Alban Berg, compositore austriaco (n. 1885)
- 25 dicembre - Ali Nawaz Khan Talpur, principe indiano (n. 1884)
- 25 dicembre - Paul Bourget, scrittore e saggista francese (n. 1852)
- 25 dicembre - Leone Caetani, islamista, orientalista e politico italiano (n. 1869)
- 25 dicembre - Léon Hennique, scrittore e drammaturgo francese (n. 1850)
- 25 dicembre - Gaetano Postiglione, ingegnere, sindacalista e politico italiano (n. 1892)
- 26 dicembre - Francesco Azzi, militare italiano (n. 1914)
- 26 dicembre - Emma Fabri, ceramista italiana (n. 1882)
- 26 dicembre - Heinrich Krempel, alpinista e sportivo austriaco (n. 1860)
- 26 dicembre - Tito Minniti, aviatore e militare italiano (n. 1909)
- 26 dicembre - Livio Zannoni, aviatore e militare italiano (n. 1909)
- 27 dicembre - Attilio Susi, politico italiano (n. 1874)
- 28 dicembre - Luigi Vaschi, militare e aviatore italiano (n. 1899)
- 29 dicembre - Fozio II, arcivescovo ortodosso greco (n. 1874)
- 30 dicembre - Hermann Dingler, botanico e medico tedesco (n. 1846)
- 30 dicembre - Rufus Isaacs, I marchese di Reading, politico, avvocato e nobile britannico (n. 1860)
- 30 dicembre - Francesco Joele, imprenditore e politico italiano (n. 1863)
- 30 dicembre - Hunter Liggett, generale statunitense (n. 1857)
- 31 dicembre - Pierre Failliot, velocista, multiplista e rugbista a 15 francese (n. 1889)
- 31 dicembre - Felice Gajo, imprenditore e politico italiano (n. 1861)

## Senza giorno specificato(70)
- Elenore Abbott, illustratrice, scenografa e pittrice statunitense (n. 1875)
- Émile Andrieux, schermidore francese (n. 1859)
- Émile Appay, pittore francese (n. 1876)
- Charles-Louis Appleton, giurista francese (n. 1846)
- Nicolò Arimondi, militare e dirigente sportivo italiano (n. 1867)
- Hovsep Aznavur, architetto ottomano (n. 1854)
- Decio Bacchi, politico e sindacalista italiano (n. 1876)
- Ulisse Bacci, giornalista e politico italiano (n. 1846)
- Henri Alphonse Barnoin, pittore francese (n. 1882)
- Clitofonte Alberto Bellini, economista italiano (n. 1852)
- Ferdinando Bocca, imprenditore e politico italiano (n. 1870)
- Karl Brunner, chimico austriaco (n. 1855)
- Laurids Bruun, scrittore danese (n. 1864)
- Francis Crawford Burkitt, teologo, biblista e orientalista britannico (n. 1864)
- Arturo Carrari, regista cinematografico e produttore cinematografico italiano (n. 1867)
- Ronald de Carvalho, poeta, saggista e storico brasiliano (n. 1893)
- Arrigo Cavaglieri, giurista italiano (n. 1880)
- Basil Hall Chamberlain, linguista e iamatologo britannico (n. 1850)
- Ippolito Tito D'Aste, commediografo italiano (n. 1844)
- William Robert Daly, attore e regista statunitense (n. 1872)
- Ernesto De Angelis, giornalista e politico italiano
- Louis-Pierre Ducros, critico letterario francese (n. 1846)
- David Duffield, canottiere statunitense (n. 1870)
- Giulio Faini, compositore e cornista italiano (n. 1874)
- Lorenzo Francesco Lonigo, politico italiano (n. 1866)
- Rufus Gillmore, giornalista e scrittore statunitense (n. 1869)
- Ksaver Šandor Gjalski, scrittore croato (n. 1854)
- Fernand-Louis Gottlob, pittore, illustratore e incisore francese (n. 1873)
- Umberto Guillaume, circense italiano (n. 1872)
- Alf Harvey, calciatore inglese (n. 1854)
- Henri Lucien Jumelle, botanico francese (n. 1866)
- Erich Kallius, anatomista tedesco (n. 1867)
- Abraham Isaac Kook, rabbino e filosofo russo (n. 1865)
- Andrea Landini, pittore italiano (n. 1847)
- Louis Lavauden, zoologo francese (n. 1881)
- Giulio Macchi, ingegnere e imprenditore italiano (n. 1866)
- Evan George Mackenzie, imprenditore e mecenate scozzese (n. 1852)
- John Stuart Mackenzie, filosofo scozzese (n. 1860)
- Edoardo Martinori, numismatico, viaggiatore e alpinista italiano (n. 1854)
- Raffaello Maurri, editore e liutaio italiano (n. 1863)
- Joseph Mears, imprenditore britannico (n. 1872)
- Giacomo Merculiano, scultore, medaglista e illustratore italiano (n. 1859)
- Gaetano Montedoro, poeta e letterato italiano (n. 1848)
- Luigi Monti, scrittore e farmacista italiano (n. 1875)
- Francesco Moroncini, critico letterario italiano (n. 1866)
- Carlo Bartolomeo Musso, scultore e decoratore italiano (n. 1863)
- Leone Nani, missionario e fotografo italiano (n. 1880)
- Orlando Orlandi, pubblicitario italiano (n. 1875)
- Carl Paal, chimico tedesco (n. 1869)
- Maria Pia Pagliarini, soprano italiana (n. 1902)
- Carlo Panati, scultore italiano (n. 1850)
- Luigi Paolucci, scienziato e naturalista italiano (n. 1849)
- Emilio Paor, architetto italiano (n. 1863)
- Maurizio Pellegrini, pittore italiano (n. 1866)
- Sergio Perdomi, fotografo italiano (n. 1887)
- Benvenuto Pesce Maineri, architetto, ingegnere e urbanista italiano (n. 1865)
- Pietro Pfanner, medico e politico italiano (n. 1864)
- Herbert Ponting, fotografo e esploratore britannico (n. 1870)
- Johan Ramstedt, politico svedese (n. 1852)
- Oscar Ricciardi, pittore italiano (n. 1864)
- George Ridgwell, regista, sceneggiatore e attore britannico (n. 1867)
- Paul Rudolph, fisico tedesco (n. 1858)
- François Simiand, economista francese (n. 1873)
- Francesco Tarducci, scrittore e storico italiano (n. 1842)
- Alfred Vallette, letterato francese (n. 1858)
- Eva Watson-Schütze, fotografa statunitense (n. 1867)
- Frederick Merrick White, scrittore inglese (n. 1859)
- Émile Auguste Wéry, pittore francese (n. 1868)
- Crescenzo Di Maio, attore e commediografo italiano (n. 1845)
- Alexander von Brill, matematico tedesco (n. 1842)